# Ligue des champions de hockey sur glace 2018-2019
Navigation
Ligue des champions 2017-2018 Ligue des champions 2019-2020
La Ligue des champions de hockey sur glace 2018-2019 est la cinquième édition de la Ligue des champions, un tournoi européen de hockey sur glace. Elle est organisée par l'European Ice Hockey Club Competition Ltd. (EICC) et la Fédération internationale de hockey sur glace.

## Clubs participants
Cette saison, comme la saison précédente, 32 équipes provenant de 13 ligues participent à la compétition.
D'après les coefficients CHL des ligues 2017-2018, une liste d’accès définit d’abord le nombre de clubs qu’une ligue a droit d’envoyer. La répartition pour la saison 2018-2019 est la suivante :
- Le tenant du titre de la Ligue des champions 2017-2018 est qualifié d'office ;
- Le tenant du titre de la Coupe continentale 2017-2018 est qualifié d'office ;
- Les ligues aux places 1 et 2 envoient les cinq meilleurs clubs de leur championnat ;
- Les ligues aux places 3 et 4 envoient les quatre meilleurs clubs de leur championnat ;
- Les ligues aux places 5 et 6 envoient les trois meilleurs clubs de leur championnat ;
- Les ligues aux places 7 à 13 envoient leur champion national.

D'autre part, une ligue peut envoyer au maximum cinq équipes.

## Calendrier
| Nom                                             | Tirage au sort    | Match aller                                    | Match retour                                       | Équipes participantes |
| ----------------------------------------------- | ----------------- | ---------------------------------------------- | -------------------------------------------------- | --------------------- |
| Tour de qualification (2018)                    |                   |                                                |                                                    |                       |
| Journées 1 et 4 Journées 2 et 3 Journées 5 et 6 | 16 mai Copenhague | 30 et 31 août 1 et 2 septembre 9 et 10 octobre | 8 et 9 septembre 6 et 7 septembre 16 et 17 octobre | 32                    |
| Phase finale (2018 et 2019)                     |                   |                                                |                                                    |                       |
| Huitièmes de finale                             | octobre 2018      | 6 novembre 2018                                | 20 novembre 2018                                   | 16                    |
| Quarts de finale                                | octobre 2018      | 4 et 5 décembre 2018                           | 11 décembre 2018                                   | 8                     |
| Demi-finales                                    | octobre 2018      | 8 et 9 janvier 2019                            | 15 et 16 janvier 2019                              | 4                     |
| Finale                                          | octobre 2018      | 5 février 2019                                 | 5 février 2019                                     | 2                     |

## Tour de qualification

### Tirage au sort
Le tirage au sort a lieu le 16 mai 2018. Il détermine les seize groupes : les 32 équipes ont été classées dans quatre chapeaux de huit équipes. À l'issue du tirage au sort, chaque groupe est formé par une équipe de chaque chapeau.
| Chapeau 1                                                                                               | Chapeau 2                                                                                           | Chapeau 3 | Chapeau 4 |
| --- | --------------------------------------------------------------------------------------------------- | --- | --- |
| JYP Jyväskylä Växjö Lakers HC Kärpät Oulu HC Kometa Brno ZSC Lions EHC Munich HC Bolzano Djurgårdens IF | TPS HC Škoda Plzeň CP Berne Eisbären Berlin Capitals de Vienne Skellefteå AIK Tappara Mountfield HK | Eissportverein Zoug Nürnberg Ice Tigers EC Red Bull Salzbourg Malmö Redhawks HIFK HC Oceláři Třinec HC Lugano Frölunda HC | HC´05 iClinic Banská Bystrica HK Nioman Hrodna Storhamar Dragons Cardiff Devils AaB Ishockey Dragons de Rouen GKS Tychy HK Iounost Minsk |

### Résultats
Le tour de qualification se déroule du 30 août au 17 octobre 2018, sous forme de 8 groupes de 4 équipes. Chaque équipe joue deux matches, un aller et un retour, contre les autres équipes de son groupe, pour un total de six matches par équipe. Les deux premières équipes de chaque groupe se qualifient pour la suite de la compétition.
Légende :

P : prolongations - F : tirs de fusillade

Pour les autres significations des abréviations, voir statistiques du hockey sur glace.
| Clt   | Équipe             | PJ | V | VP | D | DP | BP | BC | Diff | Pts |
| ----- | ------------------ | -- | - | -- | - | -- | -- | -- | ---- | --- |
| +001, | Frölunda HC        | 6  | 4 | 0  | 1 | 1  | 22 | 11 | +11  | 13  |
| +002, | ZSC Lions          | 6  | 3 | 2  | 1 | 0  | 26 | 18 | +8   | 13  |
| +003, | Capitals de Vienne | 6  | 2 | 0  | 3 | 1  | 19 | 22 | -3   | 7   |
| +004, | AaB Ishockey       | 6  | 0 | 1  | 4 | 1  | 11 | 27 | -16  | 3   |

| Club      |       |     |     |       |
| Frölunda  |       | 4-2 | 1-4 | 6-0   |
| ZSC Lions | 3-2 F |     | 7-4 | 6-5 P |
| Vienne    | 1-4   | 2-6 |     | 2-3 P |
| AaB       | 1-5   | 1-2 | 1-6 |       |

| Clt   | Équipe           | PJ | V | VP | D | DP | BP | BC | Diff | Pts |
| ----- | ---------------- | -- | - | -- | - | -- | -- | -- | ---- | --- |
| +001, | Malmö Redhawks   | 6  | 4 | 0  | 2 | 0  | 24 | 16 | +8   | 12  |
| +002, | EHC Munich       | 6  | 4 | 0  | 2 | 0  | 19 | 17 | +2   | 12  |
| +003, | TPS              | 6  | 2 | 0  | 4 | 0  | 15 | 21 | -6   | 6   |
| +004, | HK Iounost Minsk | 6  | 2 | 0  | 4 | 0  | 13 | 17 | -4   | 6   |

| Club   |     |     |     |     |
| Malmö  |     | 6-1 | 8-4 | 4-1 |
| Munich | 3-2 |     | 5-1 | 4-3 |
| TPS    | 1-2 | 5-3 |     | 3-1 |
| Minsk  | 6-3 | 0-3 | 2-1 |     |

| Clt   | Équipe         | PJ | V | VP | D | DP | BP | BC | Diff | Pts |
| ----- | -------------- | -- | - | -- | - | -- | -- | -- | ---- | --- |
| +001, | Skellefteå AIK | 6  | 4 | 0  | 0 | 2  | 27 | 13 | +14  | 14  |
| +002, | HC Bolzano     | 6  | 2 | 2  | 2 | 0  | 20 | 16 | +4   | 10  |
| +003, | HIFK           | 6  | 2 | 1  | 2 | 1  | 14 | 18 | -4   | 9   |
| +004, | GKS Tychy      | 6  | 1 | 0  | 5 | 0  | 16 | 30 | -14  | 3   |

| Club       |       |       |       |     |
| Skellefteå |       | 2-1   | 3-4 P | 6-2 |
| Bolzano    | 4-3 F |       | 4-1   | 6-4 |
| HIFK       | 1-5   | 1-2 F |       | 2-1 |
| Tychy      | 1-8   | 5-3   | 3-5   |     |

| Clt   | Équipe              | PJ | V | VP | D | DP | BP | BC | Diff | Pts |
| ----- | ------------------- | -- | - | -- | - | -- | -- | -- | ---- | --- |
| +001, | Eissportverein Zoug | 6  | 5 | 0  | 0 | 1  | 22 | 12 | +10  | 16  |
| +002, | HC Kometa Brno      | 6  | 3 | 0  | 3 | 0  | 18 | 16 | +2   | 9   |
| +003, | Eisbären Berlin     | 6  | 2 | 0  | 4 | 0  | 17 | 21 | -4   | 6   |
| +004, | HK Nioman Hrodna    | 6  | 0 | 1  | 4 | 0  | 14 | 22 | -8   | 5   |

| Club   |     |     |     |       |
| Zoug   |     | 2-1 | 6-1 | 2-3 P |
| Brno   | 2-3 |     | 4-3 | 6-2   |
| Berlin | 3-5 | 2-3 |     | 4-1   |
| Hrodna | 2-4 | 4-2 | 2-4 |       |

| Clt   | Équipe            | PJ | V | VP | D | DP | BP | BC | Diff | Pts |
| ----- | ----------------- | -- | - | -- | - | -- | -- | -- | ---- | --- |
| +001, | Tappara           | 6  | 4 | 1  | 0 | 1  | 29 | 12 | +17  | 15  |
| +002, | Storhamar Dragons | 6  | 2 | 1  | 2 | 1  | 17 | 20 | -3   | 9   |
| +003, | Djurgårdens IF    | 6  | 2 | 1  | 3 | 0  | 21 | 19 | +2   | 8   |
| +004, | HC Oceláři Třinec | 6  | 1 | 0  | 4 | 1  | 13 | 29 | -16  | 4   |

| Club        |       |     |       |       |
| Tappara     |       | 6-1 | 5-1   | 3-2 P |
| Storhamar   | 3-2 F |     | 2-3 P | 6-2   |
| Djurgårdens | 3-5   | 5-2 |       | 3-4   |
| Třinec      | 2-8   | 2-3 | 1-6   |       |

| Clt   | Équipe              | PJ | V | VP | D | DP | BP | BC | Diff | Pts |
| ----- | ------------------- | -- | - | -- | - | -- | -- | -- | ---- | --- |
| +001, | Kärpät Oulu         | 6  | 4 | 1  | 0 | 1  | 27 | 14 | +13  | 14  |
| +002, | Dragons de Rouen    | 6  | 3 | 0  | 3 | 0  | 15 | 15 | 0    | 9   |
| +003, | Nürnberg Ice Tigers | 6  | 2 | 1  | 3 | 0  | 17 | 25 | -8   | 8   |
| +004, | Mountfield HK       | 6  | 1 | 0  | 3 | 2  | 12 | 17 | -5   | 5   |

| Club          |       |     |     |       |
| Oulu          |       | 4-0 | 9-3 | 3-2   |
| Rouen         | 2-4   |     | 4-2 | 2-0   |
| Nürnberg      | 4-3   | 2-5 |     | 4-3 P |
| Mounftield HK | 3-4 F | 3-2 | 1-2 |       |

| Clt   | Équipe                | PJ | V | VP | D | DP | BP | BC | Diff | Pts |
| ----- | --------------------- | -- | - | -- | - | -- | -- | -- | ---- | --- |
| +001, | EC Red Bull Salzbourg | 6  | 4 | 0  | 1 | 1  | 18 | 15 | +3   | 13  |
| +002, | CP Berne              | 6  | 3 | 2  | 1 | 0  | 15 | 11 | +4   | 13  |
| +003, | Växjö Lakers HC       | 6  | 2 | 1  | 3 | 0  | 21 | 18 | +3   | 8   |
| +004, | Cardiff Devils        | 6  | 0 | 0  | 4 | 2  | 14 | 24 | -10  | 2   |

| Club      |       |       |       |     |
| Salzbourg |       | 2-1   | 4-3   | 4-2 |
| Berne     | 2-1 F |       | 4-3   | 3-2 |
| Växjö     | 5-2   | 1-2   |       | 3-1 |
| Cardiff   | 2-5   | 2-3 P | 5-6 P |     |

| Clt   | Équipe                        | PJ | V | VP | D | DP | BP | BC | Diff | Pts |
| ----- | ----------------------------- | -- | - | -- | - | -- | -- | -- | ---- | --- |
| +001, | HC Škoda Plzeň                | 6  | 5 | 1  | 0 | 0  | 25 | 14 | +11  | 17  |
| +002, | HC Lugano                     | 6  | 3 | 0  | 3 | 0  | 13 | 12 | +1   | 9   |
| +003, | JYP Jyväskylä                 | 6  | 2 | 0  | 4 | 0  | 16 | 14 | +2   | 6   |
| +004, | HC´05 iClinic Banská Bystrica | 6  | 1 | 0  | 4 | 1  | 13 | 27 | -14  | 4   |

| Club            |       |     |     |     |
| Plzeň           |       | 3-2 | 4-2 | 6-4 |
| Lugano          | 2-3   |     | 2-0 | 4-1 |
| Jyväskylä       | 2-6   | 0-1 |     | 6-0 |
| Banská Bystrica | 2-3 P | 5-2 | 1-6 |     |

## Séries éliminatoires
Les deux premières équipes de chaque groupe participent aux séries éliminatoires.
Les 8 premiers des groupes du premier tour sont dans le chapeau A. Les 8 autres équipes sont dans le chapeau B. Les équipes du chapeau A affronteront celles du chapeau B, celle du chapeau A recevant lors du match retour. Deux équipes qualifiées dans un même groupe ne peuvent pas s'affronter lors des huitièmes de finale, mais aucune restriction n'existe concernant l'affrontement de formations du même pays. Le tirage des séries déterminera non seulement les duels en huitièmes de finale mais également le parcours potentiel de chaque équipe jusqu'en finale.
| Groupe | 1er de groupe – Chapeau A | 2e de groupe – Chapeau B |
| ------ | ------------------------- | ------------------------ |
| A      | Frölunda HC               | ZSC Lions                |
| B      | Malmö Redhawks            | EHC Munich               |
| C      | Skellefteå AIK            | HC Bolzano               |
| D      | Eissportverein Zoug       | HC Kometa Brno           |
| E      | Tappara                   | Storhamar Dragons        |
| F      | Kärpät Oulu               | Dragons de Rouen         |
| G      | EC Red Bull Salzbourg     | CP Berne                 |
| H      | HC Škoda Plzeň            | HC Lugano                |

### Tableau
|  | Huitièmes de finale   | Huitièmes de finale   | Huitièmes de finale   | Huitièmes de finale   |                |                | Quarts de finale      | Quarts de finale      | Quarts de finale      | Quarts de finale      |  |  | Demi-finales         | Demi-finales         | Demi-finales         | Demi-finales         |  |  | Finale         | Finale         | Finale         | Finale         |
|  |                       |                       |                       |                       |                |                |                       |                       |                       |                       |  |  |                      |                      |                      |                      |  |  |                |                |                |                |
|  | 6 et 20 novembre 2018 | 6 et 20 novembre 2018 | 6 et 20 novembre 2018 | 6 et 20 novembre 2018 |                |                | 4 et 11 décembre 2018 | 4 et 11 décembre 2018 | 4 et 11 décembre 2018 | 4 et 11 décembre 2018 |  |  | 8 et 15 janvier 2019 | 8 et 15 janvier 2019 | 8 et 15 janvier 2019 | 8 et 15 janvier 2019 |  |  | 5 février 2019 | 5 février 2019 | 5 février 2019 | 5 février 2019 |
|  | EHC Munich            | EHC Munich            | 2                     | 2                     |                |                | 4 et 11 décembre 2018 | 4 et 11 décembre 2018 | 4 et 11 décembre 2018 | 4 et 11 décembre 2018 |  |  | 8 et 15 janvier 2019 | 8 et 15 janvier 2019 | 8 et 15 janvier 2019 | 8 et 15 janvier 2019 |  |  | 5 février 2019 | 5 février 2019 | 5 février 2019 | 5 février 2019 |
|  | EHC Munich            | EHC Munich            | 2                     | 2                     |                |                | 4 et 11 décembre 2018 | 4 et 11 décembre 2018 | 4 et 11 décembre 2018 | 4 et 11 décembre 2018 |  |  | 8 et 15 janvier 2019 | 8 et 15 janvier 2019 | 8 et 15 janvier 2019 | 8 et 15 janvier 2019 |  |  | 5 février 2019 | 5 février 2019 | 5 février 2019 | 5 février 2019 |
|  | Eissportverein Zoug   | Eissportverein Zoug   | 3                     | 0                     |                |                | 4 et 11 décembre 2018 | 4 et 11 décembre 2018 | 4 et 11 décembre 2018 | 4 et 11 décembre 2018 |  |  | 8 et 15 janvier 2019 | 8 et 15 janvier 2019 | 8 et 15 janvier 2019 | 8 et 15 janvier 2019 |  |  | 5 février 2019 | 5 février 2019 | 5 février 2019 | 5 février 2019 |
|  | Eissportverein Zoug   | Eissportverein Zoug   | 3                     | 0                     | EHC Munich     | EHC Munich     | 2                     | 5                     |                       |                       |  |  | 8 et 15 janvier 2019 | 8 et 15 janvier 2019 | 8 et 15 janvier 2019 | 8 et 15 janvier 2019 |  |  | 5 février 2019 | 5 février 2019 | 5 février 2019 | 5 février 2019 |
|  | 6 et 20 novembre 2018 |                       |                       |                       | EHC Munich     | EHC Munich     | 2                     | 5                     |                       |                       |  |  | 8 et 15 janvier 2019 | 8 et 15 janvier 2019 | 8 et 15 janvier 2019 | 8 et 15 janvier 2019 |  |  | 5 février 2019 | 5 février 2019 | 5 février 2019 | 5 février 2019 |
|  |                       |                       | Malmö Redhawks        | Malmö Redhawks        | 1              | 5              |                       |                       |                       |                       |  |  | 8 et 15 janvier 2019 | 8 et 15 janvier 2019 | 8 et 15 janvier 2019 | 8 et 15 janvier 2019 |  |  | 5 février 2019 | 5 février 2019 | 5 février 2019 | 5 février 2019 |
|  | CP Berne              | CP Berne              | Malmö Redhawks        | Malmö Redhawks        | 1              | 5              | 1                     | 0                     |                       |                       |  |  | 8 et 15 janvier 2019 | 8 et 15 janvier 2019 | 8 et 15 janvier 2019 | 8 et 15 janvier 2019 |  |  | 5 février 2019 | 5 février 2019 | 5 février 2019 | 5 février 2019 |
|  | CP Berne              | CP Berne              | 4 et 11 décembre 2018 |                       |                |                | 1                     | 0                     |                       |                       |  |  | 8 et 15 janvier 2019 | 8 et 15 janvier 2019 | 8 et 15 janvier 2019 | 8 et 15 janvier 2019 |  |  | 5 février 2019 | 5 février 2019 | 5 février 2019 | 5 février 2019 |
|  | Malmö Redhawks        | Malmö Redhawks        | 4                     | 1                     |                |                |                       |                       |                       |                       |  |  | 8 et 15 janvier 2019 | 8 et 15 janvier 2019 | 8 et 15 janvier 2019 | 8 et 15 janvier 2019 |  |  | 5 février 2019 | 5 février 2019 | 5 février 2019 | 5 février 2019 |
|  | Malmö Redhawks        | Malmö Redhawks        | 4                     | 1                     | EHC Munich     | EHC Munich     | 0                     | 3                     |                       |                       |  |  |                      |                      |                      |                      |  |  | 5 février 2019 | 5 février 2019 | 5 février 2019 | 5 février 2019 |
|  | 6 et 20 novembre 2018 |                       |                       |                       | EHC Munich     | EHC Munich     | 0                     | 3                     |                       |                       |  |  |                      |                      |                      |                      |  |  | 5 février 2019 | 5 février 2019 | 5 février 2019 | 5 février 2019 |
|  |                       |                       | EC Red Bull Salzbourg | EC Red Bull Salzbourg | 0              | 1              |                       |                       |                       |                       |  |  |                      |                      |                      |                      |  |  | 5 février 2019 | 5 février 2019 | 5 février 2019 | 5 février 2019 |
|  | ZSC Lions             | ZSC Lions             | EC Red Bull Salzbourg | EC Red Bull Salzbourg | 0              | 1              | 4                     | 2                     |                       |                       |  |  |                      |                      |                      |                      |  |  | 5 février 2019 | 5 février 2019 | 5 février 2019 | 5 février 2019 |
|  | ZSC Lions             | ZSC Lions             | 8 et 16 janvier 2019  |                       |                |                | 4                     | 2                     |                       |                       |  |  |                      |                      |                      |                      |  |  | 5 février 2019 | 5 février 2019 | 5 février 2019 | 5 février 2019 |
|  | Kärpät Oulu           | Kärpät Oulu           | 4                     | 3                     |                |                |                       |                       |                       |                       |  |  |                      |                      |                      |                      |  |  | 5 février 2019 | 5 février 2019 | 5 février 2019 | 5 février 2019 |
|  | Kärpät Oulu           | Kärpät Oulu           | 4                     | 3                     | Kärpät Oulu    | Kärpät Oulu    | 2                     | 1                     |                       |                       |  |  |                      |                      |                      |                      |  |  | 5 février 2019 | 5 février 2019 | 5 février 2019 | 5 février 2019 |
|  | 6 et 20 novembre 2018 |                       |                       |                       | Kärpät Oulu    | Kärpät Oulu    | 2                     | 1                     |                       |                       |  |  |                      |                      |                      |                      |  |  | 5 février 2019 | 5 février 2019 | 5 février 2019 | 5 février 2019 |
|  |                       |                       | EC Red Bull Salzbourg | EC Red Bull Salzbourg | 3              | 1              |                       |                       |                       |                       |  |  |                      |                      |                      |                      |  |  | 5 février 2019 | 5 février 2019 | 5 février 2019 | 5 février 2019 |
|  | Dragons de Rouen      | Dragons de Rouen      | EC Red Bull Salzbourg | EC Red Bull Salzbourg | 3              | 1              | 3                     | 1                     |                       |                       |  |  |                      |                      |                      |                      |  |  | 5 février 2019 | 5 février 2019 | 5 février 2019 | 5 février 2019 |
|  | Dragons de Rouen      | Dragons de Rouen      | 4 et 11 décembre 2018 |                       |                |                | 3                     | 1                     |                       |                       |  |  |                      |                      |                      |                      |  |  | 5 février 2019 | 5 février 2019 | 5 février 2019 | 5 février 2019 |
|  | EC Red Bull Salzbourg | EC Red Bull Salzbourg | 3                     | 5                     |                |                |                       |                       |                       |                       |  |  |                      |                      |                      |                      |  |  | 5 février 2019 | 5 février 2019 | 5 février 2019 | 5 février 2019 |
|  | EC Red Bull Salzbourg | EC Red Bull Salzbourg | 3                     | 5                     | EHC Munich     | EHC Munich     | 1                     | 1                     |                       |                       |  |  |                      |                      |                      |                      |  |  |                |                |                |                |
|  | 6 et 20 novembre 2018 |                       |                       |                       | EHC Munich     | EHC Munich     | 1                     | 1                     |                       |                       |  |  |                      |                      |                      |                      |  |  |                |                |                |                |
|  |                       |                       | Frölunda HC           | Frölunda HC           | 3              | 3              |                       |                       |                       |                       |  |  |                      |                      |                      |                      |  |  |                |                |                |                |
|  | HC Kometa Brno        | HC Kometa Brno        | Frölunda HC           | Frölunda HC           | 3              | 3              | 5                     | 5                     |                       |                       |  |  |                      |                      |                      |                      |  |  |                |                |                |                |
|  | HC Kometa Brno        | HC Kometa Brno        |                       |                       |                |                |                       | 5                     |                       |                       |  |  |                      |                      |                      |                      |  |  |                |                |                |                |
|  | Tappara               | Tappara               | 1                     | 5                     |                |                |                       |                       |                       |                       |  |  |                      |                      |                      |                      |  |  |                |                |                |                |
|  | Tappara               | Tappara               | 1                     | 5                     | HC Kometa Brno | HC Kometa Brno | 1                     | 1                     |                       |                       |  |  |                      |                      |                      |                      |  |  |                |                |                |                |
|  | 6 et 20 novembre 2018 |                       |                       |                       | HC Kometa Brno | HC Kometa Brno | 1                     | 1                     |                       |                       |  |  |                      |                      |                      |                      |  |  |                |                |                |                |
|  |                       |                       | Frölunda HC           | Frölunda HC           | 4              | 6              |                       |                       |                       |                       |  |  |                      |                      |                      |                      |  |  |                |                |                |                |
|  | HC Lugano             | HC Lugano             | Frölunda HC           | Frölunda HC           | 4              | 6              | 1                     | 4                     |                       |                       |  |  |                      |                      |                      |                      |  |  |                |                |                |                |
|  | HC Lugano             | HC Lugano             | 4 et 11 décembre 2018 |                       |                |                | 1                     | 4                     |                       |                       |  |  |                      |                      |                      |                      |  |  |                |                |                |                |
|  | Frölunda HC           | Frölunda HC           | 1                     | 5                     |                |                |                       |                       |                       |                       |  |  |                      |                      |                      |                      |  |  |                |                |                |                |
|  | Frölunda HC           | Frölunda HC           | 1                     | 5                     | Frölunda HC    | Frölunda HC    | 6                     | 3                     |                       |                       |  |  |                      |                      |                      |                      |  |  |                |                |                |                |
|  | 6 et 20 novembre 2018 |                       |                       |                       | Frölunda HC    | Frölunda HC    | 6                     | 3                     |                       |                       |  |  |                      |                      |                      |                      |  |  |                |                |                |                |
|  |                       |                       | HC Škoda Plzeň        | HC Škoda Plzeň        | 3              | 1              |                       |                       |                       |                       |  |  |                      |                      |                      |                      |  |  |                |                |                |                |
|  | Storhamar Dragons     | Storhamar Dragons     | HC Škoda Plzeň        | HC Škoda Plzeň        | 3              | 1              | 4                     | 2                     |                       |                       |  |  |                      |                      |                      |                      |  |  |                |                |                |                |
|  | Storhamar Dragons     | Storhamar Dragons     |                       |                       |                |                |                       | 2                     |                       |                       |  |  |                      |                      |                      |                      |  |  |                |                |                |                |
|  | Skellefteå AIK        | Skellefteå AIK        | 4                     | 3                     |                |                |                       |                       |                       |                       |  |  |                      |                      |                      |                      |  |  |                |                |                |                |
|  | Skellefteå AIK        | Skellefteå AIK        | 4                     | 3                     | Skellefteå AIK | Skellefteå AIK | 3                     | 1                     |                       |                       |  |  |                      |                      |                      |                      |  |  |                |                |                |                |
|  | 6 et 20 novembre 2018 |                       |                       |                       | Skellefteå AIK | Skellefteå AIK | 3                     | 1                     |                       |                       |  |  |                      |                      |                      |                      |  |  |                |                |                |                |
|  |                       |                       | HC Škoda Plzeň        | HC Škoda Plzeň        | 3              | 2              |                       |                       |                       |                       |  |  |                      |                      |                      |                      |  |  |                |                |                |                |
|  | HC Bolzano            | HC Bolzano            | HC Škoda Plzeň        | HC Škoda Plzeň        | 3              | 2              | 1                     | 2                     |                       |                       |  |  |                      |                      |                      |                      |  |  |                |                |                |                |
|  | HC Bolzano            | HC Bolzano            |                       |                       |                |                |                       | 2                     |                       |                       |  |  |                      |                      |                      |                      |  |  |                |                |                |                |
|  | HC Škoda Plzeň        | HC Škoda Plzeň        | 6                     | 6                     |                |                |                       |                       |                       |                       |  |  |                      |                      |                      |                      |  |  |                |                |                |                |
|  | HC Škoda Plzeň        | HC Škoda Plzeň        | 6                     | 6                     |                |                |                       |                       |                       |                       |  |  |                      |                      |                      |                      |  |  |                |                |                |                |
|  |                       |                       |                       |                       |                |                |                       |                       |                       |                       |  |  |                      |                      |                      |                      |  |  |                |                |                |                |

### Huitièmes de finale

#### Aperçu des résultats
| Équipe 1          | Match aller | Total  | Match retour | Équipe 2              |
| ----------------- | ----------- | ------ | ------------ | --------------------- |
| EHC Munich        | 2 - 3       | 4 - 3  | 2 - 0        | Eissportverein Zoug   |
| CP Berne          | 1 - 4       | 1 - 5  | 0 - 1        | Malmö Redhawks        |
| ZCS Lions         | 4 - 4       | 6 - 7  | 2 - 3        | Kärpät Oulu           |
| Dragons de Rouen  | 3 - 3       | 4 - 8  | 1 - 5        | EC Red Bull Salzbourg |
| HC Kometa Brno    | 5 - 1       | 10 - 6 | 5 - 5        | Tappara               |
| HC Lugano         | 1 - 1       | 5 - 6  | 4 - 5        | Frölunda HC           |
| Storhamar Dragons | 4 - 4       | 6 - 7  | 2 - 3        | Skellefteå AIK        |
| HC Bolzano        | 1 - 6       | 3 - 12 | 2 - 6        | HC Škoda Plzeň        |

- Qualifié pour les quarts de finale

#### Matches
EHC Munich / Eissportverein Zoug
| 6 novembre | EHC Munich | 2-3 (0-1, 2-1, 0-1) | Eissportverein Zoug | Olympia Eishalle 2 290 spectateurs |

| Feuille de match | Feuille de match                                                          | Feuille de match    | Feuille de match                                                                        | Feuille de match                                                                                    |
| ---------------- | ------------------------------------------------------------------------- | ------------------- | --------------------------------------------------------------------------------------- | --------------------------------------------------------------------------------------------------- |
|                  | - Shugg (Aulie) — 29 min 35 s Martschini (Suri, Albrecht) — 57 min 58 s - | 0-1 0-2 1-2 2-2 2-3 | Schlumpf (Simion) — 9 min 20 s Martschini (Suri) — 28 min 13 s - Mitchell — 32 min 25 s | Arbitrage : Manuel Nikolić et Miroslav Stolc Juges de lignes : Kilian Hinterdobler et Andreas Hofer |
| aus den Birken   | Gardiens                                                                  | Stephan             |                                                                                         | Arbitrage : Manuel Nikolić et Miroslav Stolc Juges de lignes : Kilian Hinterdobler et Andreas Hofer |
| 26 min           | Pénalités                                                                 | 4 min               |                                                                                         | Arbitrage : Manuel Nikolić et Miroslav Stolc Juges de lignes : Kilian Hinterdobler et Andreas Hofer |
| 26               | Tirs                                                                      | 30                  |                                                                                         | Arbitrage : Manuel Nikolić et Miroslav Stolc Juges de lignes : Kilian Hinterdobler et Andreas Hofer |

| 20 novembre | Eissportverein Zoug | 0-2 (0-0, 0-1, 0-1) | EHC Munich | Bossard Arena 4 946 spectateurs |

| Feuille de match | Feuille de match | Feuille de match | Feuille de match                                                        | Feuille de match                                                                               |
| ---------------- | ---------------- | ---------------- | ----------------------------------------------------------------------- | ---------------------------------------------------------------------------------------------- |
|                  | -                | 0-1 0-2          | Shugg (Joslin, Mitchell) — 21 min 7 s (SN) Mauer (Voakes) — 54 min 52 s | Arbitrage : Ladislav Smetana et Manuel Nikolić Juges de lignes : Simon Wust et Dominik Altmann |
| Stephan          | Gardiens         | aus den Birken   |                                                                         | Arbitrage : Ladislav Smetana et Manuel Nikolić Juges de lignes : Simon Wust et Dominik Altmann |
| 6 min            | Pénalités        | 8 min            |                                                                         | Arbitrage : Ladislav Smetana et Manuel Nikolić Juges de lignes : Simon Wust et Dominik Altmann |
| 36               | Tirs             | 24               |                                                                         | Arbitrage : Ladislav Smetana et Manuel Nikolić Juges de lignes : Simon Wust et Dominik Altmann |

Malmö Redhawks / CP Berne
| 6 novembre | Malmö Redhawks | 4-1 (0-0, 2-1, 2-0) | CP Berne | Malmö Arena 2 543 spectateurs |

| Feuille de match | Feuille de match | Feuille de match    | Feuille de match                            | Feuille de match                                                                                      |
| ---------------- | --- | ------------------- | ------------------------------------------- | --- |
|                  | Hetta (Bryggman, Mylläri) — 23 min 37 s - Setkov (Wemmenborn, Hetta) — 35 min 44 s Sylvegård (Bryggman, Volden) — 54 min 43 s Mylläri (Hardt, Storm) — 58 min 7 s | 1-0 1-1 2-1 3-1 4-1 | - Bieber (Arcobello, Moser) — 31 min 51 s - | Arbitrage : Christopher Hurtik et Gordon Schukies Juges de lignes : Ludvig Lundgren et Anders Nyqvist |
| Volden           | Gardiens | Genoni              |                                             | Arbitrage : Christopher Hurtik et Gordon Schukies Juges de lignes : Ludvig Lundgren et Anders Nyqvist |
| 12 min           | Pénalités | 10 min              |                                             | Arbitrage : Christopher Hurtik et Gordon Schukies Juges de lignes : Ludvig Lundgren et Anders Nyqvist |
| 27               | Tirs | 28                  |                                             | Arbitrage : Christopher Hurtik et Gordon Schukies Juges de lignes : Ludvig Lundgren et Anders Nyqvist |

| 20 novembre | CP Berne | 0-1 (0-0, 0-0, 0-1) | Malmö Redhawks | PostFinance Arena 13 573 spectateurs |

| Feuille de match | Feuille de match | Feuille de match | Feuille de match            | Feuille de match                                                                               |
| ---------------- | ---------------- | ---------------- | --------------------------- | ---------------------------------------------------------------------------------------------- |
|                  | -                | 0-1              | Warg (Ekberg) — 58 min 18 s | Arbitrage : Daniel Piechaczek et Lasse Kopitz Juges de lignes : Franco Castelli et Dario Fuchs |
| Genoni           | Gardiens         | Alsenfelt        |                             | Arbitrage : Daniel Piechaczek et Lasse Kopitz Juges de lignes : Franco Castelli et Dario Fuchs |
| 6 min            | Pénalités        | 8 min            |                             | Arbitrage : Daniel Piechaczek et Lasse Kopitz Juges de lignes : Franco Castelli et Dario Fuchs |
| 26               | Tirs             | 16               |                             | Arbitrage : Daniel Piechaczek et Lasse Kopitz Juges de lignes : Franco Castelli et Dario Fuchs |

ZSC Lions / Kärpät Oulou
| 6 novembre | ZSC Lions | 4-4 (2-2, 1-0, 1-2) | Kärpät Oulou | Hallenstadion 3 510 spectateurs |

| Feuille de match | Feuille de match | Feuille de match                | Feuille de match | Feuille de match                                                                             |
| ---------------- | --- | ------------------------------- | --- | -------------------------------------------------------------------------------------------- |
|                  | - Klein — 8 min 47 s Prassl (Noreau, Schlegel) — 15 min 42 s - Pettersson (Suter) — 33 min 47 s - Pettersson (Suter, Noreau) — 59 min 58 s | 0-1 1-1 2-1 2-2 3-2 3-3 3-4 4-4 | Heponiemi — 44 s - Lasu (Lindsten, Ohtamaa) — 18 min 41 s (IN) - Lasu — 51 min 20 s (SN) Heshka (Kivihalme, Leskinen) — 58 min 53 s (SN) - | Arbitrage : Marcus Linde et Mikael Nord Juges de lignes : Franco Castelli et Dominik Altmann |
| Schlegel         | Gardiens | Vehviläinen                     | | Arbitrage : Marcus Linde et Mikael Nord Juges de lignes : Franco Castelli et Dominik Altmann |
| 12 min           | Pénalités | 6 min                           | | Arbitrage : Marcus Linde et Mikael Nord Juges de lignes : Franco Castelli et Dominik Altmann |
| 29               | Tirs | 22                              | | Arbitrage : Marcus Linde et Mikael Nord Juges de lignes : Franco Castelli et Dominik Altmann |

| 20 novembre | Kärpät Oulou | 3-2 (1-1, 0-1, 2-0) | ZSC Lions | Oulun Energia Areena 3 441 spectateurs |

| Feuille de match | Feuille de match                                                                                                  | Feuille de match    | Feuille de match                                                                        | Feuille de match                                                                        |
| ---------------- | --- | ------------------- | --------------------------------------------------------------------------------------- | --------------------------------------------------------------------------------------- |
|                  | Kivihalme (Krištof, Heshka) — 10 min 38 s - Koblížek (Lasu) — 43 min 37 s Koblížek (Lasu, Kukkonen) — 58 min 47 s | 1-0 1-1 1-2 2-2 3-2 | - Baltisberger (Pettersson, Suter) — 13 min 12 s (SN) Bachofner (Suter) — 21 min 20 s - | Arbitrage : Linus Öhlund et Tobias Björk Juges de lignes : Henri Neva et Hannu Sormunen |
| Vehviläinen      | Gardiens | Flüeler             |                                                                                         | Arbitrage : Linus Öhlund et Tobias Björk Juges de lignes : Henri Neva et Hannu Sormunen |
| 10 min           | Pénalités | 4 min               |                                                                                         | Arbitrage : Linus Öhlund et Tobias Björk Juges de lignes : Henri Neva et Hannu Sormunen |
| 25               | Tirs | 27                  |                                                                                         | Arbitrage : Linus Öhlund et Tobias Björk Juges de lignes : Henri Neva et Hannu Sormunen |

Dragons de Rouen / EC Red Bull Salzbourg
| 6 novembre | Dragons de Rouen | 3-3 (2-2, 1-1, 0-0) | EC Red Bull Salzbourg | Île Lacroix 2 746 spectateurs |

| Feuille de match | Feuille de match | Feuille de match        | Feuille de match | Feuille de match                                                                                      |
| ---------------- | --- | ----------------------- | --- | --- |
|                  | Thinel (Dusseau, Langlais) — 13 min 24 s - Deschamps (Aleardi, Brodeur) — 18 min 35 s Ritz (Lampérier, Guttig) — 21 min 49 s (SN) - | 1-0 1-1 1-2 2-2 3-2 3-3 | - Hochkofler (Huber) — 14 min 55 s Vandevelde (Raymond, Feldner) — 15 min 38 s - Štajnoch (Raymond, Harris) — 39 min 32 s | Arbitrage : Marc Wiegand et Thomas Urban Juges de lignes : Clément Goncalves et Nicolas Constantineau |
| Pintarič         | Gardiens | Michalek                | | Arbitrage : Marc Wiegand et Thomas Urban Juges de lignes : Clément Goncalves et Nicolas Constantineau |
| 6 min            | Pénalités | 6 min                   | | Arbitrage : Marc Wiegand et Thomas Urban Juges de lignes : Clément Goncalves et Nicolas Constantineau |
| 24               | Tirs | 31                      | | Arbitrage : Marc Wiegand et Thomas Urban Juges de lignes : Clément Goncalves et Nicolas Constantineau |

| 20 novembre | EC Red Bull Salzbourg | 5-1 (2-0, 1-1, 2-0) | Dragons de Rouen | Eisarena Salzbourg 2 177 spectateurs |

| Feuille de match | Feuille de match | Feuille de match        | Feuille de match   | Feuille de match                                                                                 |
| ---------------- | --- | ----------------------- | ------------------ | ------------------------------------------------------------------------------------------------ |
|                  | Duncan (Hughes, Heinrich) — 11 min 19 s (SN) Harris (Herburger, Vandevelde) — 18 min 57 s - Raffl (Regner, Hughes) — 27 min 47 s Raymond (Hochkofler) — 56 min 35 s Duncan (Huber, Hughes) — 58 min 29 s (CV) | 1-0 2-0 2-1 3-1 4-1 5-1 | - Bedin — 27 min - | Arbitrage : Oldřich Hejduk et Antonín Jeřábek Juges de lignes : Elias Seewald et David Nothegger |
| Michalek         | Gardiens | Pintarič                |                    | Arbitrage : Oldřich Hejduk et Antonín Jeřábek Juges de lignes : Elias Seewald et David Nothegger |
| 8 min            | Pénalités | 6 min                   |                    | Arbitrage : Oldřich Hejduk et Antonín Jeřábek Juges de lignes : Elias Seewald et David Nothegger |
| 52               | Tirs | 25                      |                    | Arbitrage : Oldřich Hejduk et Antonín Jeřábek Juges de lignes : Elias Seewald et David Nothegger |

HC Kometa Brno / Tappara
| 6 novembre | HC Kometa Brno | 5-1 (2-0, 1-1, 2-0) | Tappara | DRFG Arena 3 365 spectateurs |

| Feuille de match | Feuille de match | Feuille de match        | Feuille de match                                | Feuille de match                                                                                   |
| ---------------- | --- | ----------------------- | ----------------------------------------------- | -------------------------------------------------------------------------------------------------- |
|                  | Čermák (Dočekal, Köhler) — 7 min 40 s Plášek (Mikyska) — 9 min 11 s Mueller (Dočekal) — 22 min 18 s - Holík (Kašpar, Mueller) — 48 min 8 s Čermák (Mallet) — 53 min 4 s | 1-0 2-0 3-0 3-1 4-1 5-1 | - Moilanen (Kemiläinen, Levtchi) — 24 min 5 s - | Arbitrage : Mikael Andersson et Mikael Sjöqvist Juges de lignes : Miroslav Lhotský et Jiří Svoboda |
| Vejmelka         | Gardiens | Heljanko                |                                                 | Arbitrage : Mikael Andersson et Mikael Sjöqvist Juges de lignes : Miroslav Lhotský et Jiří Svoboda |
| 10 min           | Pénalités | 6 min                   |                                                 | Arbitrage : Mikael Andersson et Mikael Sjöqvist Juges de lignes : Miroslav Lhotský et Jiří Svoboda |
| 26               | Tirs | 32                      |                                                 | Arbitrage : Mikael Andersson et Mikael Sjöqvist Juges de lignes : Miroslav Lhotský et Jiří Svoboda |

| 20 novembre | Tappara | 5-5 (2-0, 1-2, 2-3) | HC Kometa Brno | Patinoire de Tampere 4 049 spectateurs |

| Feuille de match | Feuille de match | Feuille de match                        | Feuille de match | Feuille de match                                                                            |
| ---------------- | --- | --------------------------------------- | --- | ------------------------------------------------------------------------------------------- |
|                  | Vittasmaki (Kemiläinen) — 2 min 2 s Elias (Elorinne, Malinen) — 11 min 1 s - Erkinjuntti (Järvinen, Vittasmaki) — 30 min 4 s Erkinjuntti (Kemiläinen, Ojamäki) — 44 min 54 s (SN) - Jasu (Järvinen, Malinen) — 57 min 41 s (SN) | 1-0 2-0 2-1 2-2 3-2 4-2 4-3 4-4 4-5 5-5 | - Kašpar — 23 min 30 s Zaťovič (Mueller) — 24 min 42 s - Hruška — 48 min 7 s Mueller (Zaťovič, Holík) — 53 min 25 s (SN) Dočekal (Köhler, Čermák) — 55 min 46 s - | Arbitrage : Joris Müller et Marc Wiegand Juges de lignes : Lauri Nikulainen et Jani Pesonen |
| Heljanko         | Gardiens | Vejmelka                                | | Arbitrage : Joris Müller et Marc Wiegand Juges de lignes : Lauri Nikulainen et Jani Pesonen |
| 8 min            | Pénalités | 12 min                                  | | Arbitrage : Joris Müller et Marc Wiegand Juges de lignes : Lauri Nikulainen et Jani Pesonen |
| 29               | Tirs | 22                                      | | Arbitrage : Joris Müller et Marc Wiegand Juges de lignes : Lauri Nikulainen et Jani Pesonen |

HC Lugano / Frölunda HC
| 6 novembre | HC Lugano | 1-1 (0-0, 1-1, 0-0) | Frölunda HC | Cornèr Arena 3 846 spectateurs |

| Feuille de match | Feuille de match                                | Feuille de match | Feuille de match                           | Feuille de match                                                                              |
| ---------------- | ----------------------------------------------- | ---------------- | ------------------------------------------ | --------------------------------------------------------------------------------------------- |
|                  | - Pa. Westerholm (Po. Westerholm) — 25 min 46 s | 0-1 1-1          | Haapala (Sannitz, Hofmann) — 38 min 21 s - | Arbitrage : Lasse Heikkinen et Stefan Sonselius Juges de lignes : Stany Gnemmi et Dario Fuchs |
| Merzļikins       | Gardiens                                        | Mattsson         |                                            | Arbitrage : Lasse Heikkinen et Stefan Sonselius Juges de lignes : Stany Gnemmi et Dario Fuchs |
| 8 min            | Pénalités                                       | 8 min            |                                            | Arbitrage : Lasse Heikkinen et Stefan Sonselius Juges de lignes : Stany Gnemmi et Dario Fuchs |
| 22               | Tirs                                            | 40               |                                            | Arbitrage : Lasse Heikkinen et Stefan Sonselius Juges de lignes : Stany Gnemmi et Dario Fuchs |

| 20 novembre | Frölunda HC | 5-4 (1-1, 1-2, 3-1) | HC Lugano | Scandinavium 2 469 spectateurs |

| Feuille de match | Feuille de match | Feuille de match                    | Feuille de match | Feuille de match                                                                        |
| ---------------- | --- | ----------------------------------- | --- | --------------------------------------------------------------------------------------- |
|                  | Sigalet (Fagemo, Lasch) — 50 s - Lasch (Rakhshani, Genoway) — 34 min 30 s (2 SN) Stålberg (Lindström, Sigalet) — 45 min 12 s - Grönlund (Fagemo, Lasch) — 52 min 8 s Lasch (Rakhshani, Genoway) — 57 min 13 s (SN) | 1-0 1-1 1-2 1-3 2-3 3-3 3-4 4-4 5-4 | - Bertaggia (Chorney, Romanenghi) — 11 min 33 s Bertaggia (Romanenghi) — 31 min 17 s Lajunen (Jörg, Walker) — 32 min 35 s - Sannitz (Hofmann, Klasen) — 48 min 56 s (SN) - | Arbitrage : Jan Hribik et Robin Šír Juges de lignes : Henrik Pihlblad et Anders Nyqvist |
| Gustafsson       | Gardiens | Merzļikins                          | | Arbitrage : Jan Hribik et Robin Šír Juges de lignes : Henrik Pihlblad et Anders Nyqvist |
| 6 min            | Pénalités | 10 min                              | | Arbitrage : Jan Hribik et Robin Šír Juges de lignes : Henrik Pihlblad et Anders Nyqvist |
| 38               | Tirs | 27                                  | | Arbitrage : Jan Hribik et Robin Šír Juges de lignes : Henrik Pihlblad et Anders Nyqvist |

Storhamar Dragons / Skellefteå AIK
| 6 novembre | Storhamar Dragons | 4-4 (0-0, 3-4, 1-0) | Skellefteå AIK | Amphithéâtre olympique de Hamar 4 850 spectateurs |

| Feuille de match | Feuille de match | Feuille de match                | Feuille de match | Feuille de match                                                                                  |
| ---------------- | --- | ------------------------------- | --- | ------------------------------------------------------------------------------------------------- |
|                  | - Thoresen — 25 min 31 s - Svensson (Thoresen, Johansson) — 37 min 29 s (SN) Larrivée (Irving, Jensen) — 38 min 9 s Jakobs (Thoresen) — 46 min 19 s (SN) | 0-1 1-1 1-2 1-3 1-4 2-4 3-4 4-4 | Olimb (Ericsson) — 20 min 40 s - Hedberg (Norén) — 29 min 32 s Djuse (Olimb, Lindström) — 31 min 21 s Norén — 31 min 47 s - | Arbitrage : Ladislav Smetana et Trpimir Piragić Juges de lignes : Jon Kilian et Knut Einar Bråten |
| Östlund          | Gardiens | Lindvall                        | | Arbitrage : Ladislav Smetana et Trpimir Piragić Juges de lignes : Jon Kilian et Knut Einar Bråten |
| 8 min            | Pénalités | 8 min                           | | Arbitrage : Ladislav Smetana et Trpimir Piragić Juges de lignes : Jon Kilian et Knut Einar Bråten |
| 24               | Tirs | 31                              | | Arbitrage : Ladislav Smetana et Trpimir Piragić Juges de lignes : Jon Kilian et Knut Einar Bråten |

| 20 novembre | Skellefteå AIK | 3-2 (1-2, 2-0, 0-0) | Storhamar Dragons | Skellefteå Kraft Arena 1 524 spectateurs |

| Feuille de match | Feuille de match | Feuille de match    | Feuille de match                                                                                 | Feuille de match                                                                                  |
| ---------------- | --- | ------------------- | ------------------------------------------------------------------------------------------------ | ------------------------------------------------------------------------------------------------- |
|                  | - Aaltonen (Holloway, Möller) — 9 min 16 s (SN) - Holloway (Möller, Aaltonen) — 28 min 9 s (SN) Holloway (Ericsson, Djuse) — 31 min 42 s | 0-1 1-1 1-2 2-2 3-2 | Thoresen (Zettergren) — 5 min 18 s (SN) - Johansson (Svensson, Dahlstrøm) — 12 min 26 s (SN) - - | Arbitrage : Mikko Kaukokari et Kristian Vikman Juges de lignes : Emil Yletyienen et Johannes Käck |
| Armalis          | Gardiens | Östlund             |                                                                                                  | Arbitrage : Mikko Kaukokari et Kristian Vikman Juges de lignes : Emil Yletyienen et Johannes Käck |
| 10 min           | Pénalités | 6 min               |                                                                                                  | Arbitrage : Mikko Kaukokari et Kristian Vikman Juges de lignes : Emil Yletyienen et Johannes Käck |
| 23               | Tirs | 21                  |                                                                                                  | Arbitrage : Mikko Kaukokari et Kristian Vikman Juges de lignes : Emil Yletyienen et Johannes Käck |

HC Bolzano / HC Škoda Plzeň
| 6 novembre | HC Bolzano | 1-6 (0-2, 1-3, 0-1) | HC Škoda Plzeň | Palaonda 4 850 spectateurs |

| Feuille de match | Feuille de match                           | Feuille de match            | Feuille de match | Feuille de match                                                                                       |
| ---------------- | ------------------------------------------ | --------------------------- | --- | --- |
|                  | - Petan (Kuparinen, Frigo) — 22 min 41 s - | 0-1 0-2 1-2 1-3 1-4 1-5 1-6 | Allen (Kaňák, Eberle) — 4 min 29 s Indrák (Kodýtek) — 6 min 52 s - Indrák (Kindl, Kodýtek) — 25 min 8 s Gulaš (Kracík) — 32 min 3 s Indrák (Kaňák) — 38 min 49 s Straka — 49 min 22 s | Arbitrage : Daniel Piechaczek et Marian Rohatsch Juges de lignes : Ulrich Pardatscher et Jakob Schauer |
| Irving           | Gardiens                                   | Miltchakow                  | | Arbitrage : Daniel Piechaczek et Marian Rohatsch Juges de lignes : Ulrich Pardatscher et Jakob Schauer |
| 39 min           | Pénalités                                  | 33 min                      | | Arbitrage : Daniel Piechaczek et Marian Rohatsch Juges de lignes : Ulrich Pardatscher et Jakob Schauer |
| 21               | Tirs                                       | 41                          | | Arbitrage : Daniel Piechaczek et Marian Rohatsch Juges de lignes : Ulrich Pardatscher et Jakob Schauer |

| 20 novembre | HC Škoda Plzeň | 6-2 (1-0, 4-2, 1-0) | HC Bolzano | Home Monitoring Aréna 4 831 spectateurs |

| Feuille de match | Feuille de match | Feuille de match                | Feuille de match                                            | Feuille de match                                                                       |
| ---------------- | --- | ------------------------------- | ----------------------------------------------------------- | -------------------------------------------------------------------------------------- |
|                  | Gulaš — 15 min 13 s (TP) Gulaš (Němec) — 21 min 16 s Gulaš (Němec) — 23 min 44 s Preisinger (Indrák) — 25 min 29 s (SN) - Gulaš — 33 min 33 s - Indrák (Kaňák, Gulaš) — 51 min 4 s (SN) | 1-0 2-0 3-0 4-0 4-1 5-1 5-2 6-2 | - Insam (Kuparinen) — 28 min 58 s - Findlay — 33 min 56 s - | Arbitrage : Marcus Linde et Marc Lemelin Juges de lignes : Jiří Ondráček et Josef Špůr |
| Miltchakow       | Gardiens | Smith Irving                    |                                                             | Arbitrage : Marcus Linde et Marc Lemelin Juges de lignes : Jiří Ondráček et Josef Špůr |
| 4 min            | Pénalités | 8 min                           |                                                             | Arbitrage : Marcus Linde et Marc Lemelin Juges de lignes : Jiří Ondráček et Josef Špůr |
| 41               | Tirs | 22                              |                                                             | Arbitrage : Marcus Linde et Marc Lemelin Juges de lignes : Jiří Ondráček et Josef Špůr |

### Quarts de finale

#### Aperçu des résultats
| Équipe 1       | Match aller | Total  | Match retour | Équipe 2              |
| -------------- | ----------- | ------ | ------------ | --------------------- |
| Malmö Redhawks | 1 - 2       | 6 - 7  | 5 - 5        | EHC Munich            |
| Kärpät Oulu    | 2 - 3       | 3 - 4  | 1 - 1        | EC Red Bull Salzbourg |
| Frölunda HC    | 4 - 1       | 10 - 2 | 6 - 1        | HC Kometa Brno        |
| HC Škoda Plzeň | 3 - 3       | 5 - 4  | 2 - 1        | Skellefteå AIK        |

- Qualifié pour les demi-finales

#### Matches
Malmö Redhawks / EHC Munich
| 4 décembre | EHC Munich | 2-1 (0-0, 0-0, 2-1) | Malmö Redhawks | Olympia Eishalle 3 440 spectateurs |

| Feuille de match | Feuille de match                                                        | Feuille de match | Feuille de match                    | Feuille de match                                                                                      |
| ---------------- | ----------------------------------------------------------------------- | ---------------- | ----------------------------------- | --- |
|                  | - Joslin (Eder) — 47 min 14 s Mauer (Kastner, Bodnarchuk) — 53 min 37 s | 0-1 1-1 2-1      | Storm (Torp, Hetta) — 45 min 38 s - | Arbitrage : Manuel Nikolić et Kristian Nikolić Juges de lignes : Andreas Hofer et Kilian Hinterdobler |
| aus den Birken   | Gardiens                                                                | Nihlstrop        |                                     | Arbitrage : Manuel Nikolić et Kristian Nikolić Juges de lignes : Andreas Hofer et Kilian Hinterdobler |
| 8 min            | Pénalités                                                               | 8 min            |                                     | Arbitrage : Manuel Nikolić et Kristian Nikolić Juges de lignes : Andreas Hofer et Kilian Hinterdobler |
| 30               | Tirs                                                                    | 29               |                                     | Arbitrage : Manuel Nikolić et Kristian Nikolić Juges de lignes : Andreas Hofer et Kilian Hinterdobler |

| 11 décembre | Malmö Redhawks | 5-5 (pr) (2-1, 2-3, 1-0, 0-1) | EHC Munich | Malmö Arena 2 493 spectateurs |

| Feuille de match | Feuille de match | Feuille de match                        | Feuille de match | Feuille de match                                                                           |
| ---------------- | --- | --------------------------------------- | --- | ------------------------------------------------------------------------------------------ |
|                  | Sylvegård (Lerby) — 2 min 58 s Olofsson (Händemark) — 11 min 38 s (SN) - Olofsson (Janolhs) — 34 min 53 s Olsson (Komarek, Setkov) — 28 min 40 s - Storm (Warg) — 53 min 16 s - | 1-0 2-0 2-1 2-2 2-3 3-3 4-3 4-4 5-4 5-5 | - Parkes (Ehliz, Mitchell) — 19 min 56 s (SN) Parkes (Mitchell) — 21 min 17 s Shugg (Voakes) — 24 min 26 s - Boyle (Mitchell, Parkes) — 39 min 43 s - Parkes (Mitchell) — 64 min 2 s | Arbitrage : Antonín Jeřábek et Jan Hribik Juges de lignes : Ludvig Lundgren et Örjan Åhlen |
| Alsenfelt        | Gardiens | as den Birken                           | | Arbitrage : Antonín Jeřábek et Jan Hribik Juges de lignes : Ludvig Lundgren et Örjan Åhlen |
| 6 min            | Pénalités | 10 min                                  | | Arbitrage : Antonín Jeřábek et Jan Hribik Juges de lignes : Ludvig Lundgren et Örjan Åhlen |
| 30               | Tirs | 28                                      | | Arbitrage : Antonín Jeřábek et Jan Hribik Juges de lignes : Ludvig Lundgren et Örjan Åhlen |

Kärpät Oulu / EC Red Bull Salzbourg
| 4 décembre | EC Red Bull Salzbourg | 3-2 (0-0, 1-0, 2-2) | Kärpät Oulu | Eisarena Salzbourg 2 786 spectateurs |

| Feuille de match | Feuille de match | Feuille de match    | Feuille de match                                                             | Feuille de match                                                                                |
| ---------------- | --- | ------------------- | ---------------------------------------------------------------------------- | ----------------------------------------------------------------------------------------------- |
|                  | Harris (Vandevelde, Raymond) — 21 min 29 s Harris (Trattnig, Pallestrang) — 41 min 53 s (IN) - Hughes (Raymond, Raffl) — 59 min 37 s | 1-0 2-0 2-1 2-2 3-2 | - Lasu (Hakanpää) — 43 min 30 s Junnila (Karvinen, Kukkonen) — 49 min 33 s - | Arbitrage : Mikael Sjöqvist et Sören Persson Juges de lignes : David Nothegger et Elias Seewald |
| Michalek         | Gardiens | Vehviläinen         |                                                                              | Arbitrage : Mikael Sjöqvist et Sören Persson Juges de lignes : David Nothegger et Elias Seewald |
| 6 min            | Pénalités | 4 min               |                                                                              | Arbitrage : Mikael Sjöqvist et Sören Persson Juges de lignes : David Nothegger et Elias Seewald |
| 27               | Tirs | 26                  |                                                                              | Arbitrage : Mikael Sjöqvist et Sören Persson Juges de lignes : David Nothegger et Elias Seewald |

| 11 décembre | Kärpät Oulu | 1-1 (0-1, 1-0, 0-0) | EC Red Bull Salzbourg | Oulun Energia Areena 3 565 spectateurs |

| Feuille de match | Feuille de match                  | Feuille de match | Feuille de match                                       | Feuille de match                                                                            |
| ---------------- | --------------------------------- | ---------------- | ------------------------------------------------------ | ------------------------------------------------------------------------------------------- |
|                  | - Osala (Heponiemi) — 21 min 47 s | 0-1 1-1          | Rauchenwald (Herburger, Viveiros) — 14 min 23 s (SN) - | Arbitrage : Linus Öhlund et Tobias Björk Juges de lignes : Lauri Nikulainen et Jani Pesonen |
| Vehviläinen      | Gardiens                          | Michalek         |                                                        | Arbitrage : Linus Öhlund et Tobias Björk Juges de lignes : Lauri Nikulainen et Jani Pesonen |
| 6 min            | Pénalités                         | 10 min           |                                                        | Arbitrage : Linus Öhlund et Tobias Björk Juges de lignes : Lauri Nikulainen et Jani Pesonen |
| 45               | Tirs                              | 14               |                                                        | Arbitrage : Linus Öhlund et Tobias Björk Juges de lignes : Lauri Nikulainen et Jani Pesonen |

Frölunda HC / HC Kometa Brno
| 4 décembre | HC Kometa Brno | 1-4 (1-1, 0-3, 0-0) | Frölunda HC | DRFG Arena 3 290 spectateurs |

| Feuille de match | Feuille de match                              | Feuille de match    | Feuille de match | Feuille de match                                                                                 |
| ---------------- | --------------------------------------------- | ------------------- | --- | ------------------------------------------------------------------------------------------------ |
|                  | Köhler (Zohorna, Mikyska) — 9 min 57 s (SN) - | 1-0 1-1 1-2 1-3 1-4 | - Carlsson (Lasch, Rakhshani) — 19 min 33 s (SN) Carlsson (Lasch, Genoway) — 20 min 17 s (SN) Rosseli-Olsen (Friberg, Mustonen) — 27 min 21 s Genoway (Lasch, Carlsson) — 30 min 54 s (2 SN) | Arbitrage : Marc Lemelin et Daniel Stricker Juges de lignes : Jiří Ondráček et Rudolf Tošenovjan |
| Dostál           | Gardiens                                      | Gustafsson          | | Arbitrage : Marc Lemelin et Daniel Stricker Juges de lignes : Jiří Ondráček et Rudolf Tošenovjan |
| 16 min           | Pénalités                                     | 10 min              | | Arbitrage : Marc Lemelin et Daniel Stricker Juges de lignes : Jiří Ondráček et Rudolf Tošenovjan |
| 17               | Tirs                                          | 30                  | | Arbitrage : Marc Lemelin et Daniel Stricker Juges de lignes : Jiří Ondráček et Rudolf Tošenovjan |

| 11 décembre | Frölunda HC | 6-1 (0-1, 3-0, 3-0) | HC Kometa Brno | Scandinavium 2 058 spectateurs |

| Feuille de match | Feuille de match | Feuille de match            | Feuille de match                        | Feuille de match                                                                                    |
| ---------------- | --- | --------------------------- | --------------------------------------- | --------------------------------------------------------------------------------------------------- |
|                  | - Genoway (Carlsson, Stålberg) — 20 min 39 s Carlsson (Söderlund, Westerlund) — 26 min 10 s Genoway (Carlsson, Rakhshani) — 29 min 42 s (SN) Pa. Westerholm (Sigalet, Friberg) — 41 min 7 s (SN) Rakhshani (Westerlund, Nørstebø) — 43 min 58 s Po. Westerholm (Fagemo, Pa. Westerholm) | 0-1 1-1 2-1 3-1 4-1 5-1 6-1 | Meluzín (Mlynář, Schaus) — 2 min 26 s - | Arbitrage : Marc Wiegand et Alessandro DiPietro Juges de lignes : Henrik Pihlblad et Anders Nyqvist |
| Gustafsson       | Gardiens | Vejmelka                    |                                         | Arbitrage : Marc Wiegand et Alessandro DiPietro Juges de lignes : Henrik Pihlblad et Anders Nyqvist |
| 2 min            | Pénalités | 8 min                       |                                         | Arbitrage : Marc Wiegand et Alessandro DiPietro Juges de lignes : Henrik Pihlblad et Anders Nyqvist |
| 44               | Tirs | 15                          |                                         | Arbitrage : Marc Wiegand et Alessandro DiPietro Juges de lignes : Henrik Pihlblad et Anders Nyqvist |

HC Škoda Plzeň / Skellefteå AIK
| 4 décembre | Skellefteå AIK | 3-3 (0-1, 0-2, 3-0) | HC Škoda Plzeň | Skellefteå Kraft Arena 1 570 spectateurs |

| Feuille de match | Feuille de match | Feuille de match        | Feuille de match                                                                                | Feuille de match                                                                                  |
| ---------------- | --- | ----------------------- | ----------------------------------------------------------------------------------------------- | ------------------------------------------------------------------------------------------------- |
|                  | - Aaltonen (Wingerli, Alm) — 47 min 25 s Lindström (Aaltonen, Djuse) — 52 min 55 s Lindström (Granberg, Alm) — 57 min 6 s | 0-1 0-2 0-3 1-3 2-3 3-3 | Gulaš (Kantner) — 11 min 20 s Kantner — 25 min 17 s Kodýtek (Straka, Kvasnička) — 28 min 22 s - | Arbitrage : Kristian Vikman et Lasse Heikkinen Juges de lignes : Emil Yletyienen et Johannes Käck |
| Armalis          | Gardiens | Miltchakow              |                                                                                                 | Arbitrage : Kristian Vikman et Lasse Heikkinen Juges de lignes : Emil Yletyienen et Johannes Käck |
| 8 min            | Pénalités | 10 min                  |                                                                                                 | Arbitrage : Kristian Vikman et Lasse Heikkinen Juges de lignes : Emil Yletyienen et Johannes Käck |
| 36               | Tirs | 27                      |                                                                                                 | Arbitrage : Kristian Vikman et Lasse Heikkinen Juges de lignes : Emil Yletyienen et Johannes Käck |

| 11 décembre | HC Škoda Plzeň | 2-1 (TB) (0-0, 0-0, 1-1, 0-0, 1-0) | Skellefteå AIK | Home Monitoring Aréna 4 224 spectateurs |

| Feuille de match | Feuille de match                                              | Feuille de match | Feuille de match                               | Feuille de match                                                                              |
| ---------------- | ------------------------------------------------------------- | ---------------- | ---------------------------------------------- | --------------------------------------------------------------------------------------------- |
|                  | - Kindl (Gulaš, Kovář) — 59 min 24 s (JS) Kovář — 70 min (TB) | 0-1 1-1 2-1      | Alvarez (Pudas, Aaltonen) — 57 min 32 s (SN) - | Arbitrage : Daniel Piechaczek et Marian Rohatsch Juges de lignes : Josef Špůr et Jiří Svoboda |
| Frodl            | Gardiens                                                      | Lindvall         |                                                | Arbitrage : Daniel Piechaczek et Marian Rohatsch Juges de lignes : Josef Špůr et Jiří Svoboda |
| 8 min            | Pénalités                                                     | 12 min           |                                                | Arbitrage : Daniel Piechaczek et Marian Rohatsch Juges de lignes : Josef Špůr et Jiří Svoboda |
| 36               | Tirs                                                          | 37               |                                                | Arbitrage : Daniel Piechaczek et Marian Rohatsch Juges de lignes : Josef Špůr et Jiří Svoboda |

### Demi-finales

#### Aperçu des résultats
| Équipe 1    | Match aller | Total | Match retour | Équipe 2              |
| ----------- | ----------- | ----- | ------------ | --------------------- |
| EHC Munich  | 0 - 0       | 3 - 1 | 3 - 1        | EC Red Bull Salzbourg |
| Frölunda HC | 6 - 3       | 9 - 4 | 3 - 1        | HC Škoda Plzeň        |

- Qualifié pour la finale

#### Matches
EHC Munich / EC Red Bull Salzbourg
| 8 janvier | EHC Munich | 0-0 (0-0, 0-0, 0-0) | EC Red Bull Salzbourg | Olympia Eishalle 6 142 spectateurs |

| Feuille de match | Feuille de match | Feuille de match | Feuille de match | Feuille de match                                                                                   |
| ---------------- | ---------------- | ---------------- | ---------------- | -------------------------------------------------------------------------------------------------- |
|                  | -                | -                | -                | Arbitrage : Marc Lemelin et Daniel Stricker Juges de lignes : Kilian Hinterdobler et Andreas Hofer |
| aus den Birken   | Gardiens         | Michalek         |                  | Arbitrage : Marc Lemelin et Daniel Stricker Juges de lignes : Kilian Hinterdobler et Andreas Hofer |
| 18 min           | Pénalités        | 12 min           |                  | Arbitrage : Marc Lemelin et Daniel Stricker Juges de lignes : Kilian Hinterdobler et Andreas Hofer |
| 31               | Tirs             | 27               |                  | Arbitrage : Marc Lemelin et Daniel Stricker Juges de lignes : Kilian Hinterdobler et Andreas Hofer |

| 16 janvier | EC Red Bull Salzbourg | 1-3 (1-2, 0-0, 0-1) | EHC Munich | Eisarena Salzbourg 3 400 spectateurs |

| Feuille de match | Feuille de match                          | Feuille de match | Feuille de match | Feuille de match                                                                            |
| ---------------- | ----------------------------------------- | ---------------- | --- | ------------------------------------------------------------------------------------------- |
|                  | Rauchenwald (Pallestrang) — 13 min 26 s - | 1-0 1-1 1-2 1-3  | - Kastner (Voakes, Seidenberg) — 16 min 57 s Seidenberg (Wolf, Joslin) — 19 min 54 s Hager (Ehliz, Wolf) — 49 min 59 s | Arbitrage : Mikael Nord et Sören Persson Juges de lignes : Elias Seewald et David Nothegger |
| Michalek         | Gardiens                                  | aus den Birken   | | Arbitrage : Mikael Nord et Sören Persson Juges de lignes : Elias Seewald et David Nothegger |
| 2 min            | Pénalités                                 | 4 min            | | Arbitrage : Mikael Nord et Sören Persson Juges de lignes : Elias Seewald et David Nothegger |
| 28               | Tirs                                      | 38               | | Arbitrage : Mikael Nord et Sören Persson Juges de lignes : Elias Seewald et David Nothegger |

Frölunda HC / HC Škoda Plzeň
| 8 janvier | Frölunda HC | 6-3 (2-1, 3-1, 1-1) | HC Škoda Plzeň | Scandinavium 2 975 spectateurs |

| Feuille de match | Feuille de match | Feuille de match                    | Feuille de match                                                                                    | Feuille de match                                                                                   |
| ---------------- | --- | ----------------------------------- | --------------------------------------------------------------------------------------------------- | -------------------------------------------------------------------------------------------------- |
|                  | Mustonen (Ekbom) — 5 min 45 s (IN) Rakhshani (Lasch, Genoway) — 11 min 43 s (SN) - Lasch (Carlsson, Fagemo) — 27 min 54 s Grönlund (Rakhshani, Friberg) — 29 min 49 s Hjalmarsson (Stålberg, Sigalet) — 31 min 6 s Rakhshani (Lasch, Lundqvist) — 47 min 57 s (SN) - | 1-0 2-0 2-1 2-2 3-2 4-2 5-2 6-2 6-3 | - Allen — 18 min 48 s (IN) Allen (Straka, Jones) — 24 min 31 s - Allen (Gulaš, Kovář) — 50 min 56 s | Arbitrage : Mikko Kaukokari et Kristian Vikman Juges de lignes : Henrik Pihlblad et Anders Nyqvist |
| Gustafsson       | Gardiens | Miltchakow                          | | Arbitrage : Mikko Kaukokari et Kristian Vikman Juges de lignes : Henrik Pihlblad et Anders Nyqvist |
| 12 min           | Pénalités | 14 min                              | | Arbitrage : Mikko Kaukokari et Kristian Vikman Juges de lignes : Henrik Pihlblad et Anders Nyqvist |
| 26               | Tirs | 27                                  | | Arbitrage : Mikko Kaukokari et Kristian Vikman Juges de lignes : Henrik Pihlblad et Anders Nyqvist |

| 15 janvier | HC Škoda Plzeň | 1-3 (0-1, 0-0, 1-2) | Frölunda HC | Home Monitoring Aréna 5 105 spectateurs |

| Feuille de match | Feuille de match      | Feuille de match | Feuille de match | Feuille de match                                                                                    |
| ---------------- | --------------------- | ---------------- | --- | --------------------------------------------------------------------------------------------------- |
|                  | - Kindl — 50 min 42 s | 0-1 0-2 0-3 1-3  | Lasch (Carlsson, Moverare) — 3 min 12 s Hjalmarsson (Lindström, Pa. Westerholm) — 41 min 59 s (SN) Mustonen — 42 min 41 s - | Arbitrage : Daniel Piechaczek et Marian Rohatsch Juges de lignes : Daniel Hynek et Miroslav Lhotský |
| Gustafsson       | Gardiens              | Frodl            | | Arbitrage : Daniel Piechaczek et Marian Rohatsch Juges de lignes : Daniel Hynek et Miroslav Lhotský |
| 10 min           | Pénalités             | 8 min            | | Arbitrage : Daniel Piechaczek et Marian Rohatsch Juges de lignes : Daniel Hynek et Miroslav Lhotský |
| 16               | Tirs                  | 21               | | Arbitrage : Daniel Piechaczek et Marian Rohatsch Juges de lignes : Daniel Hynek et Miroslav Lhotský |

### Finale
| 5 février | Frölunda HC | 3-1 (1-0, 2-0, 0-1) | EHC Munich | Scandinavium 12 044 spectateurs |

| Feuille de match | Feuille de match | Feuille de match | Feuille de match                                   | Feuille de match                                                                              |
| ---------------- | --- | ---------------- | -------------------------------------------------- | --------------------------------------------------------------------------------------------- |
|                  | Fagemo (Genoway, Friberg) — 10 min 32 s (SN) Lasch (Lundqvist, Hjalmarsson) — 24 min 16 s (SN) Westerholm (Hjalmarsson, Lundqvist) — 34 min 27 s (SN) | 1-0 2-0 3-0 3-1  | Ehliz (Seidenberg, Voakes) — 51 min 29 s (SN + JS) | Arbitrage : Mikko Kaukokari et Marc Lemelin Juges de lignes : Hannu Sormunen et Balazs Kovacs |
| Gustafsson       | Gardiens | aus den Birken   |                                                    | Arbitrage : Mikko Kaukokari et Marc Lemelin Juges de lignes : Hannu Sormunen et Balazs Kovacs |
| 14 min           | Pénalités | 24 min           |                                                    | Arbitrage : Mikko Kaukokari et Marc Lemelin Juges de lignes : Hannu Sormunen et Balazs Kovacs |
| 59               | Tirs | 55               |                                                    | Arbitrage : Mikko Kaukokari et Marc Lemelin Juges de lignes : Hannu Sormunen et Balazs Kovacs |

## Nombre d'équipes par pays et par tour
| Association  |       | Phase de groupes                                  | Huitièmes de finale           | Quarts de finale              | Demi-finales | Finale     |
| ------------ | ----- | ------------------------------------------------- | ----------------------------- | ----------------------------- | ------------ | ---------- |
| Suède        |       | 5 Växjö, Djurgårdens, Skellefteå, Malmö, Frölunda | 3 Skellefteå, Malmö, Frölunda | 3 Skellefteå, Malmö, Frölunda | 1 Frölunda   | 1 Frölunda |
| Allemagne    |       | 3 Munich, Berlin, Nuremberg                       | 1 Munich                      | 1 Munich                      | 1 Munich     | 1 Munich   |
| Rép. tchèque |       | 4 Brno, Plzeň, Třinec, Mountfield                 | 2 Brno, Plzeň                 | 2 Brno, Plzeň                 | 1 Plzeň      |            |
| Autriche     |       | 3 Bolzano, Vienne, Salzbourg                      | 2 Bolzano, Salzbourg          | 1 Salzbourg                   | 1 Salzbourg  |            |
| Finlande     |       | 5 Jyväskylä, Oulu, TPS, Tappara, HIFK             | 2 Oulu, Tappara               | 1 Oulu                        |              |            |
| Suisse       |       | 4 Berne, Zoug, Zurich, Lugano                     | 4 Berne, Zoug, Zurich, Lugano |                               |              |            |
| Norvège      |       | 1 Hamar                                           | 1 Hamar                       |                               |              |            |
| France       |       | 1 Rouen                                           | 1 Rouen                       |                               |              |            |
| Biélorussie  |       | 2 Hrodna, Minsk                                   |                               |                               |              |            |
| Slovaquie    |       | 1 Banská Bystrica                                 |                               |                               |              |            |
| Danemark     |       | 1 Aalborg                                         |                               |                               |              |            |
| Royaume-Uni  |       | 1 Cardiff                                         |                               |                               |              |            |
| Pologne      |       | 1 Tychy                                           |                               |                               |              |            |
| Total        | Total | 32                                                | 16                            | 8                             | 4            | 2          |

## Feuilles de matches
1. ↑  (en) « RBM-EVZ : Events », sur championshockeyleague.com, 6 novembre 2018 (consulté le 7 novembre 2018)
2. ↑  (en) « EVZ-RBM : Events », sur championshockeyleague.com, 20 novembre 2018 (consulté le 21 novembre 2018)
3. ↑  (en) « MAL-SCB : Events », sur championshockeyleague.com, 6 novembre 2018 (consulté le 7 novembre 2018)
4. ↑  (en) « SCB-MAL : Events », sur championshockeyleague.com, 20 novembre 2018 (consulté le 21 novembre 2018)
5. ↑  (en) « ZSC-KAR : Events », sur championshockeyleague.com, 6 novembre 2018 (consulté le 7 novembre 2018)
6. ↑  (en) « KAR-ZSC : Events », sur championshockeyleague.com, 20 novembre 2018 (consulté le 21 novembre 2018)
7. ↑  (en) « ROU-RBS : Events », sur championshockeyleague.com, 6 novembre 2018 (consulté le 7 novembre 2018)
8. ↑  (en) « RBS-ROU : Events », sur championshockeyleague.com, 20 novembre 2018 (consulté le 21 novembre 2018)
9. ↑  (en) « KOM-TAP : Events », sur championshockeyleague.com, 6 novembre 2018 (consulté le 7 novembre 2018)
10. ↑  (en) « TAP-KOM : Events », sur championshockeyleague.com, 20 novembre 2018 (consulté le 21 novembre 2018)
11. ↑  (en) « HCL-FHC : Events », sur championshockeyleague.com, 6 novembre 2018 (consulté le 7 novembre 2018)
12. ↑  (en) « FHC-HCL : Events », sur championshockeyleague.com, 20 novembre 2018 (consulté le 21 novembre 2018)
13. ↑  (en) « STO-SKE : Events », sur championshockeyleague.com, 6 novembre 2018 (consulté le 7 novembre 2018)
14. ↑  (en) « SKE-STO : Events », sur championshockeyleague.com, 20 novembre 2018 (consulté le 21 novembre 2018)
15. ↑  (en) « HCB-PLZ : Events », sur championshockeyleague.com, 6 novembre 2018 (consulté le 7 novembre 2018)
16. ↑  (en) « PLZ-HCB : Events », sur championshockeyleague.com, 20 novembre 2018 (consulté le 21 novembre 2018)
17. ↑  (en) « RBM-MAL : Events », sur championshockeyleague.com, 5 décembre 2018 (consulté le 6 décembre 2018)
18. ↑  (en) « MAL-RBM : Events », sur championshockeyleague.com, 11 décembre 2018 (consulté le 15 décembre 2018)
19. ↑  (en) « RBS-KAR : Events », sur championshockeyleague.com, 5 décembre 2018 (consulté le 6 décembre 2018)
20. ↑  (en) « KAR-RBS : Events », sur championshockeyleague.com, 11 décembre 2018 (consulté le 15 décembre 2018)
21. ↑  (en) « KOM-FHC : Events », sur championshockeyleague.com, 5 décembre 2018 (consulté le 6 décembre 2018)
22. ↑  (en) « FHC-KOM : Events », sur championshockeyleague.com, 11 décembre 2018 (consulté le 15 décembre 2018)
23. ↑  (en) « SKE-PLZ : Events », sur championshockeyleague.com, 5 décembre 2018 (consulté le 6 décembre 2018)
24. ↑  (en) « PLZ-SKE : Events », sur championshockeyleague.com, 11 décembre 2018 (consulté le 15 décembre 2018)
25. ↑  (en) « RBM - RBS : Events », sur championshockeyleague.com, 8 janvier 2019 (consulté le 9 janvier 2019)
26. ↑  (en) « RBS - RBM : Events », sur championshockeyleague.com, 16 janvier 2019 (consulté le 18 janvier 2019)
27. ↑  (en) « FHC - PLZ : Events », sur championshockeyleague.com, 8 janvier 2019 (consulté le 9 janvier 2019)
28. ↑  (en) « PLZ - FHC : Events », sur championshockeyleague.com, 15 janvier 2019 (consulté le 16 janvier 2019)
29. ↑  (en) « FHC-RBM : Events », sur championshockeyleague.com, 5 février 2019 (consulté le 6 février 2019)